# Франческо Габбані
Франческо Габбані (італ. Francesco Gabbani; нар. 9 вересня 1982, Каррара, Італія) — італійський музикант та естрадний співак.
Став переможцем Festival di Sanremo в 2017 році, в результаті чого став представником Італії на «Євробаченні-2017» в Києві з піснею «Occidentali's Karma», де зайняв 6-е місце.

## Життєпис
Франческо Габбані народився 9 вересня 1982 року в італійському місті Каррара. Так як сім'я Габбані володіла магазином музичних інструментів, він з раннього дитинства був привчений до музики. До закінчення навчання в класичному ліцеї Е. Репетто, в вісімнадцять років він підписав свій перший контракт з проектом Trikobalto, два сингли якого увійшли в ротацію основних музичних телеканалів Італії. У складі Trikobalto молодий музикант брав участь в декількох музичних фестивалях, включаючи Heineken Jammin Festival.

## Кар'єра

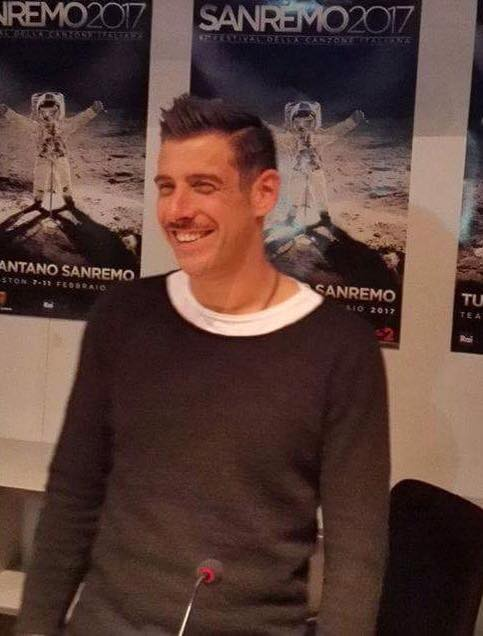

Свій дебютний альбом під назвою «Greitist Iz» Габбані випустив в 2010 році. У 2015 підписав контракт з BMG Rights Management.
У 2016 році була подана заявка на участь в «Sanremo Music Festival 2016» з піснею «Амінь». Брав участь у фестивалі з піснею «Occidentali's Karma» і в результаті голосування журі та телеглядачів здобув перемогу.

### «Євробачення-2017»
Після його перемоги на Сан-Ремо 2017, було оголошено, що Габбані прийняв пропозицію представляти Італію на конкурсі пісні «Євробаченні-2017» в Києві (Україна), з піснею «Occidentali's Karma». У зв'язку з тим, що Італія є членом «Великої п'ятірки», він автоматично пройшов у фінал 13 травня 2017 року, де за підсумками голосування посів 6 місце.

## Дискографія
Альбоми
- Greitist Iz (2014)
- Eternamente ora (2016)
- Magellano (2017)